# 旧阿讷西圣老楞佐堂
旧阿讷西圣老楞佐堂（法语：Église Saint-Laurent d'Annecy-le-Vieux）是一座罗马天主教教堂，供奉罗马的圣老楞佐，位于法国奥弗涅-罗讷-阿尔卑斯大区上萨瓦省的旧阿讷西。

## 历史
旧阿讷西本堂区原有两座教堂，较老的一座最迟建于12世纪，供奉圣母，建有这座钟楼；第二座以堂区的主保圣人命名为圣老楞佐堂。两座建筑共用同一座旧阿讷西钟楼。

## 建筑
该堂重建于1840年左右，为撒丁风格的新古典主义建筑，以强调其外国起源。

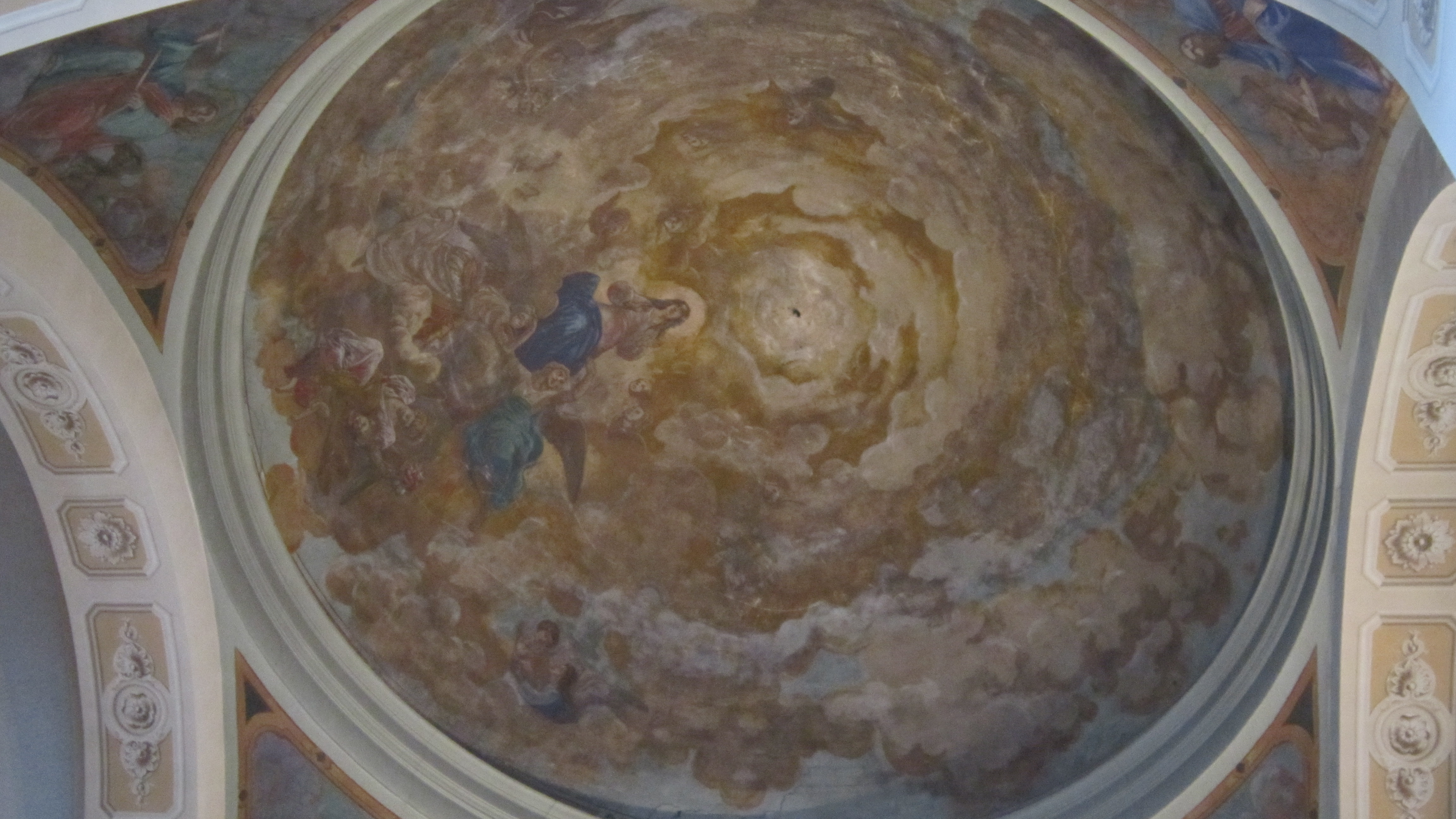

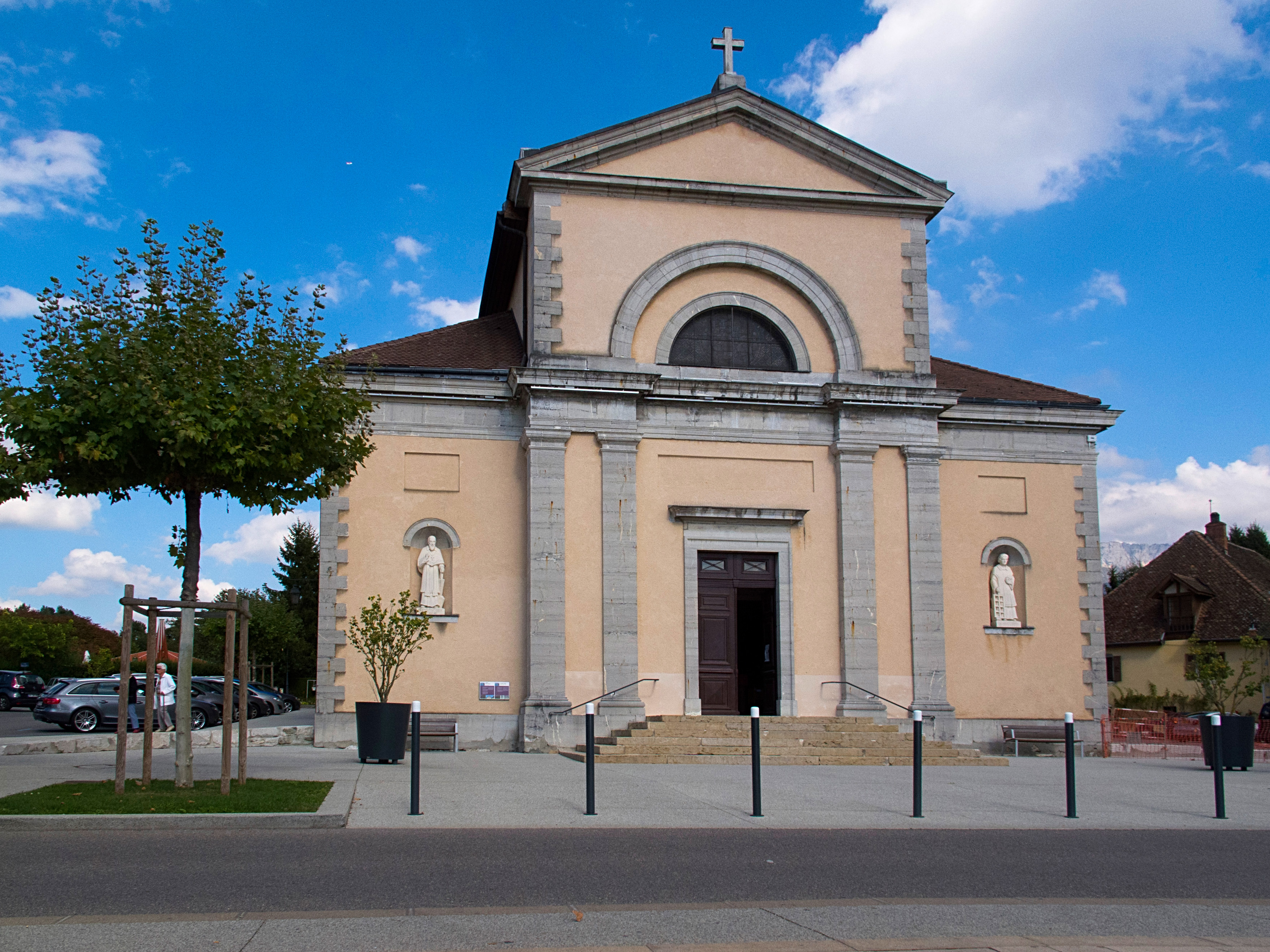
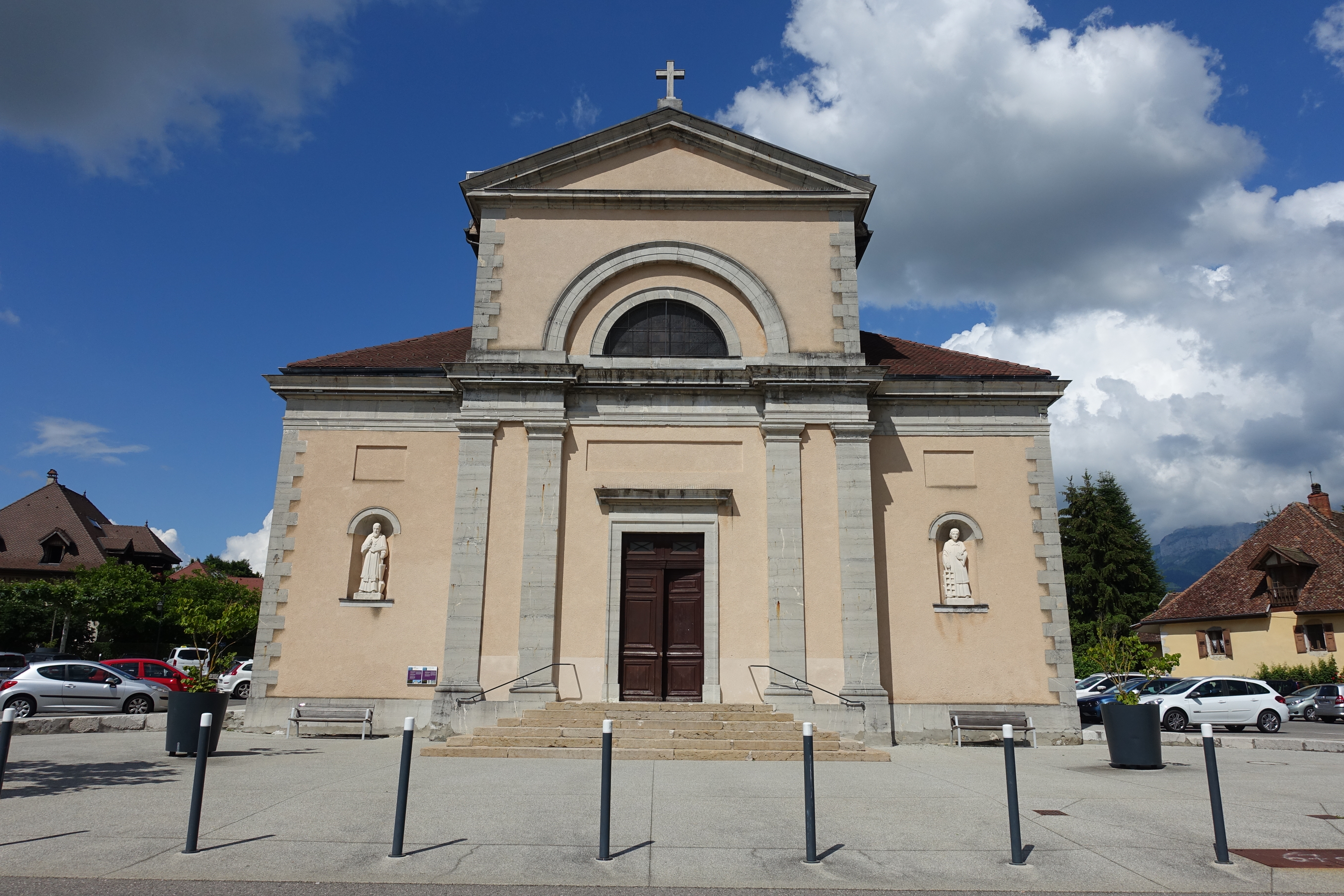
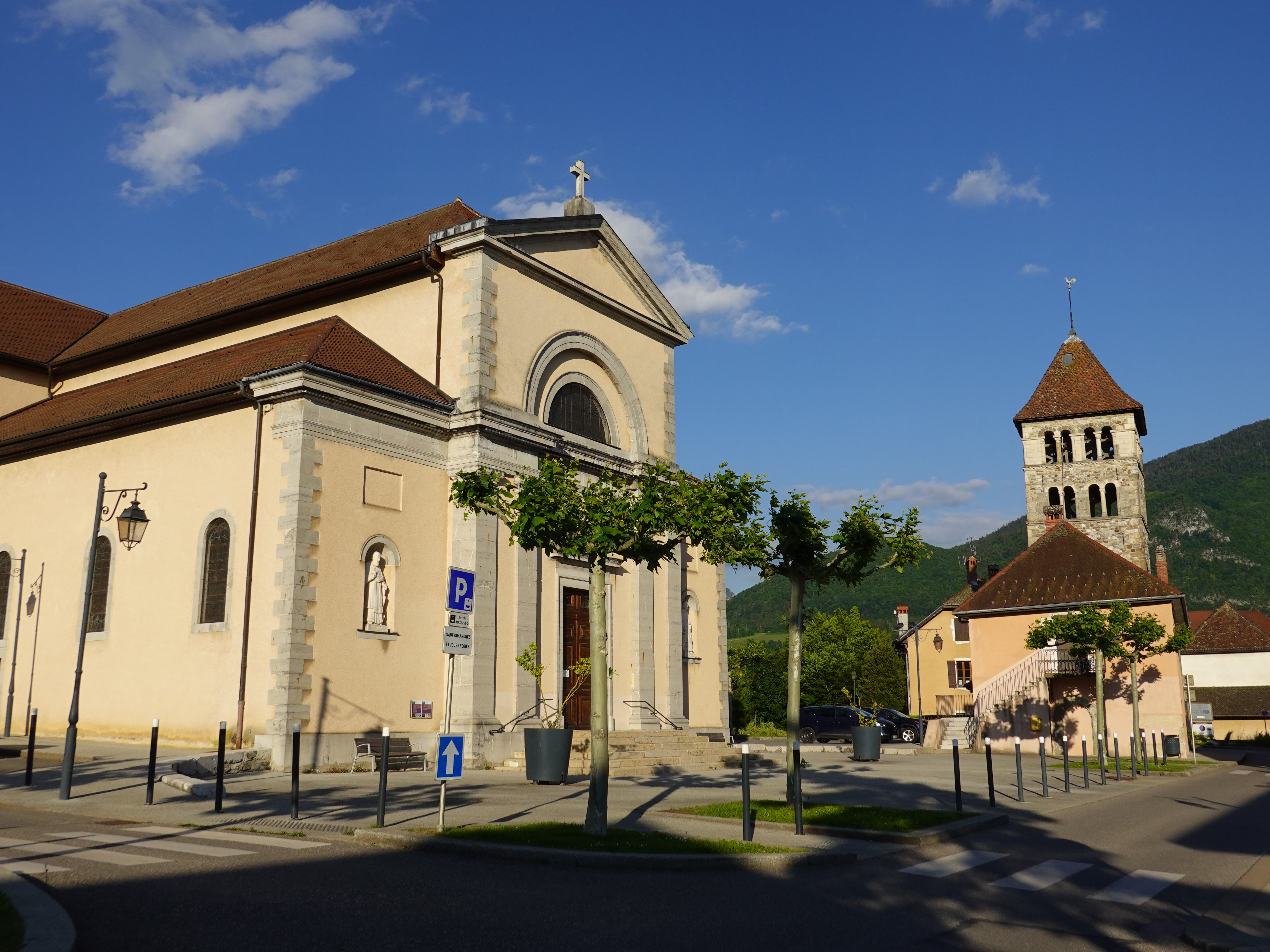
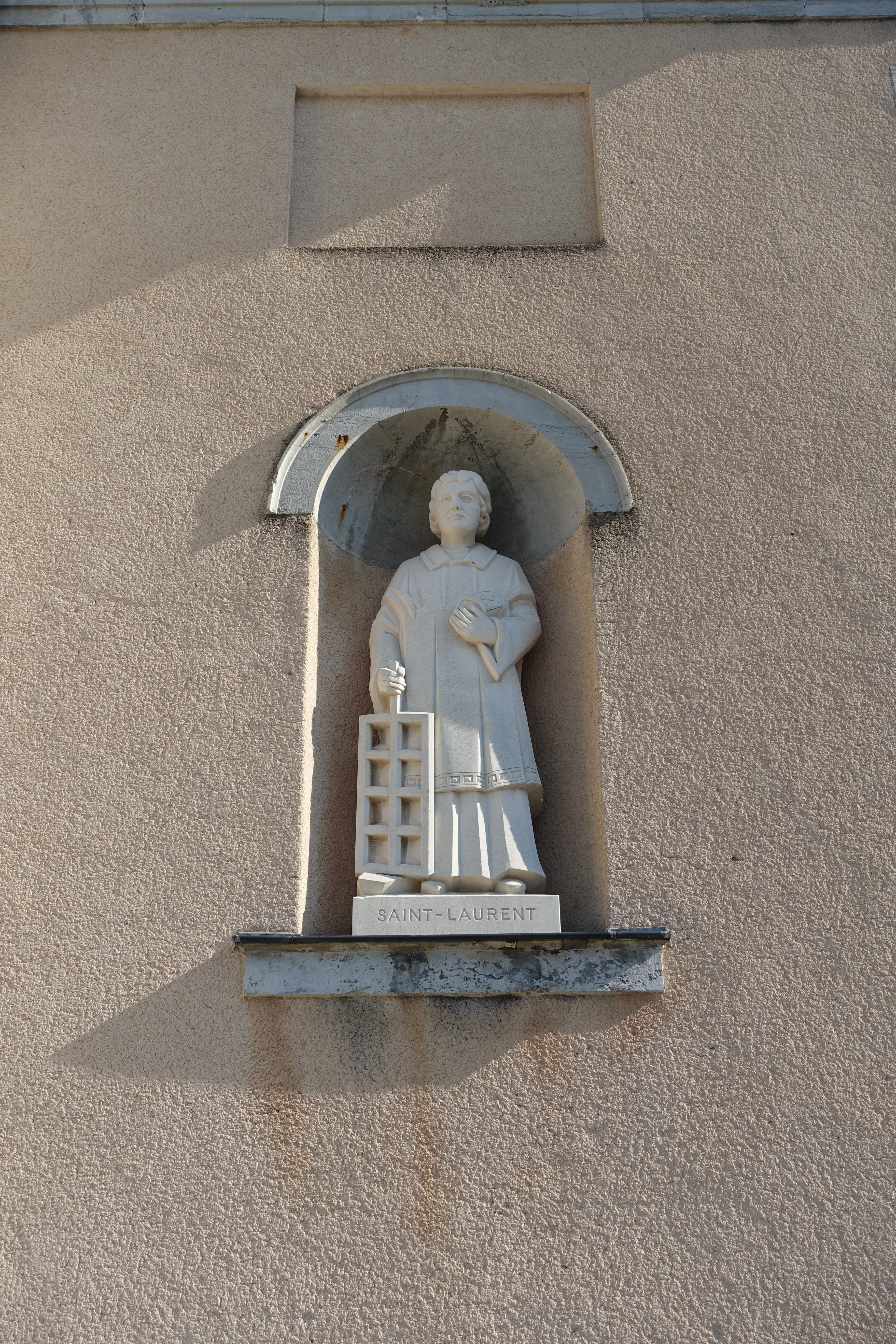
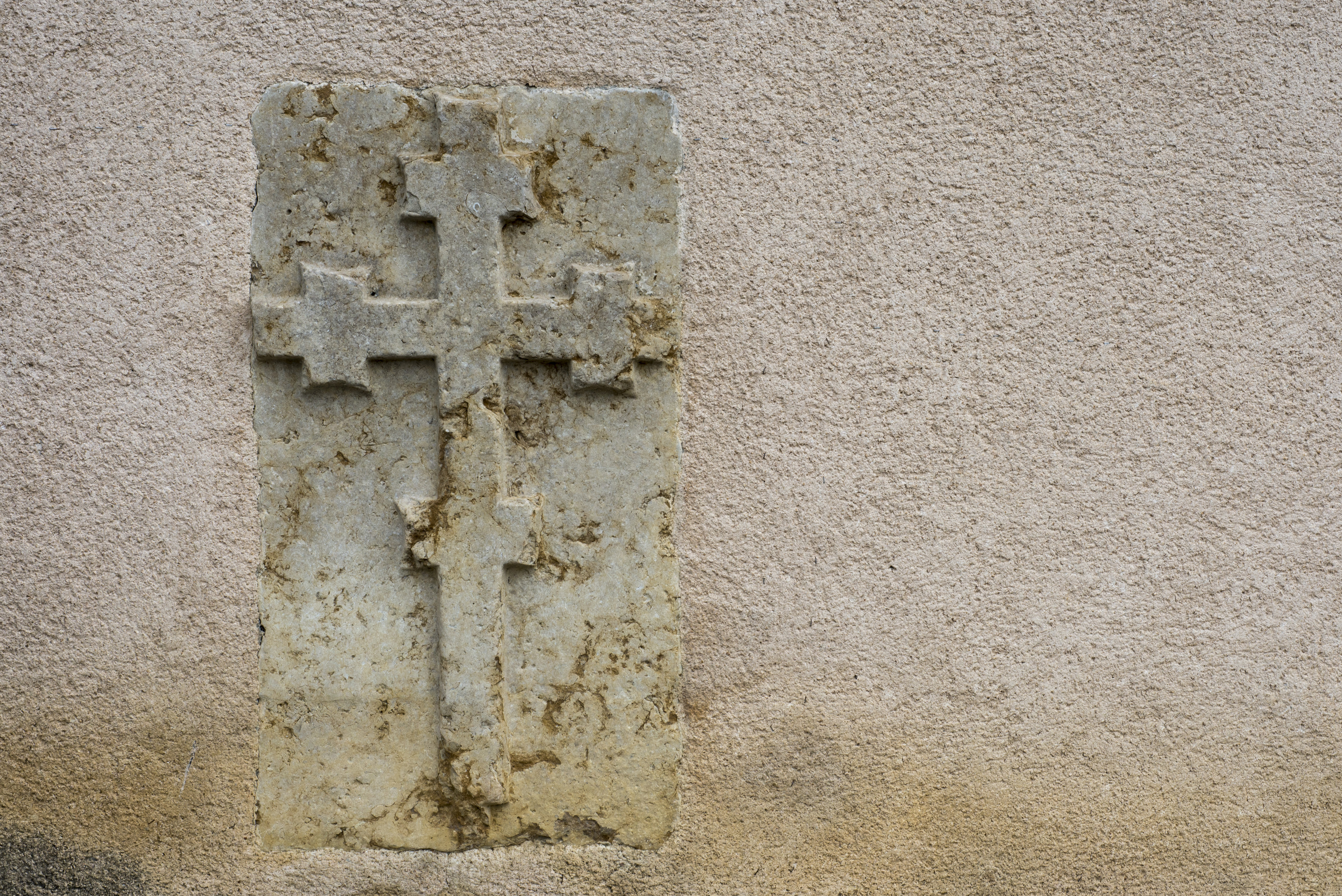
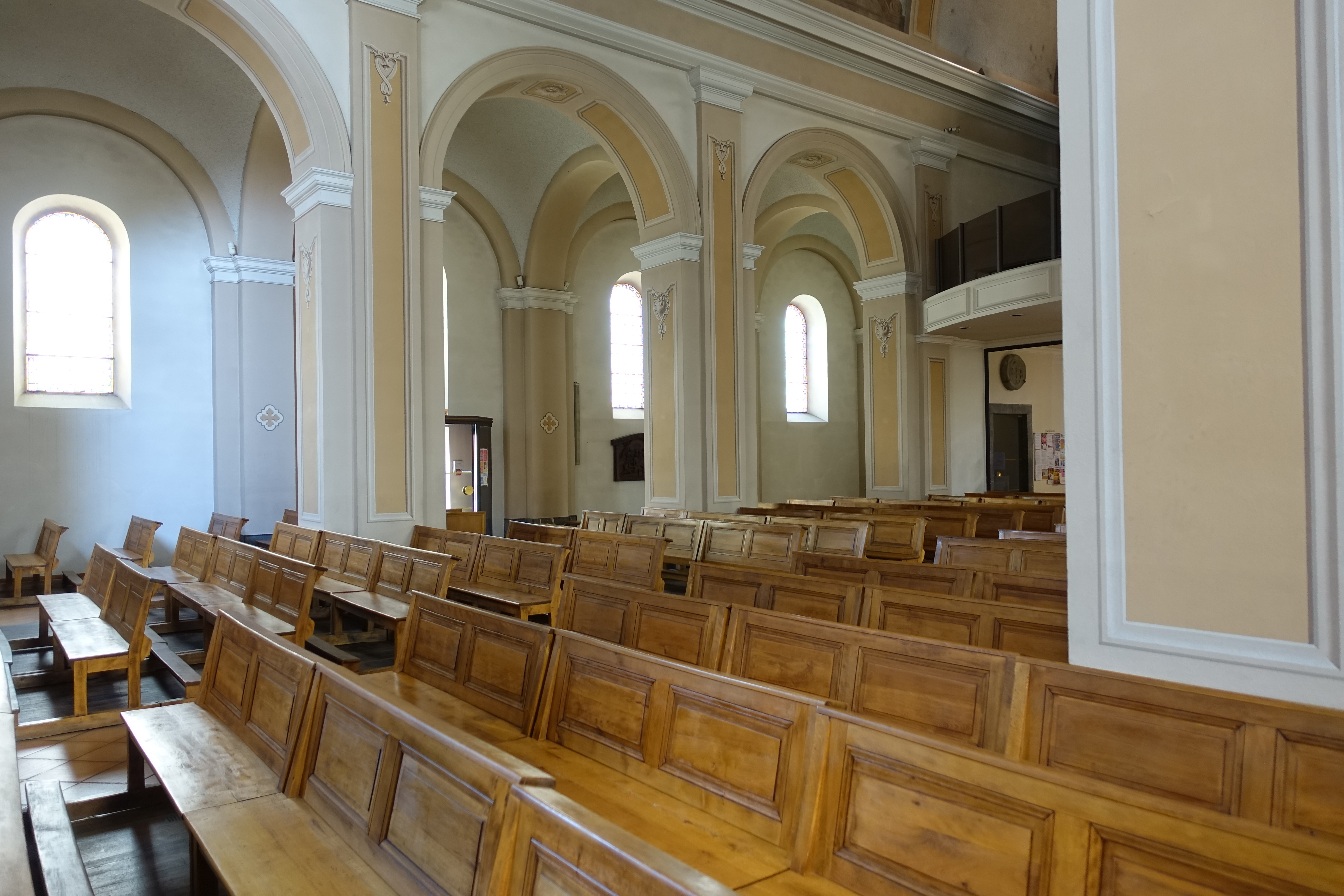
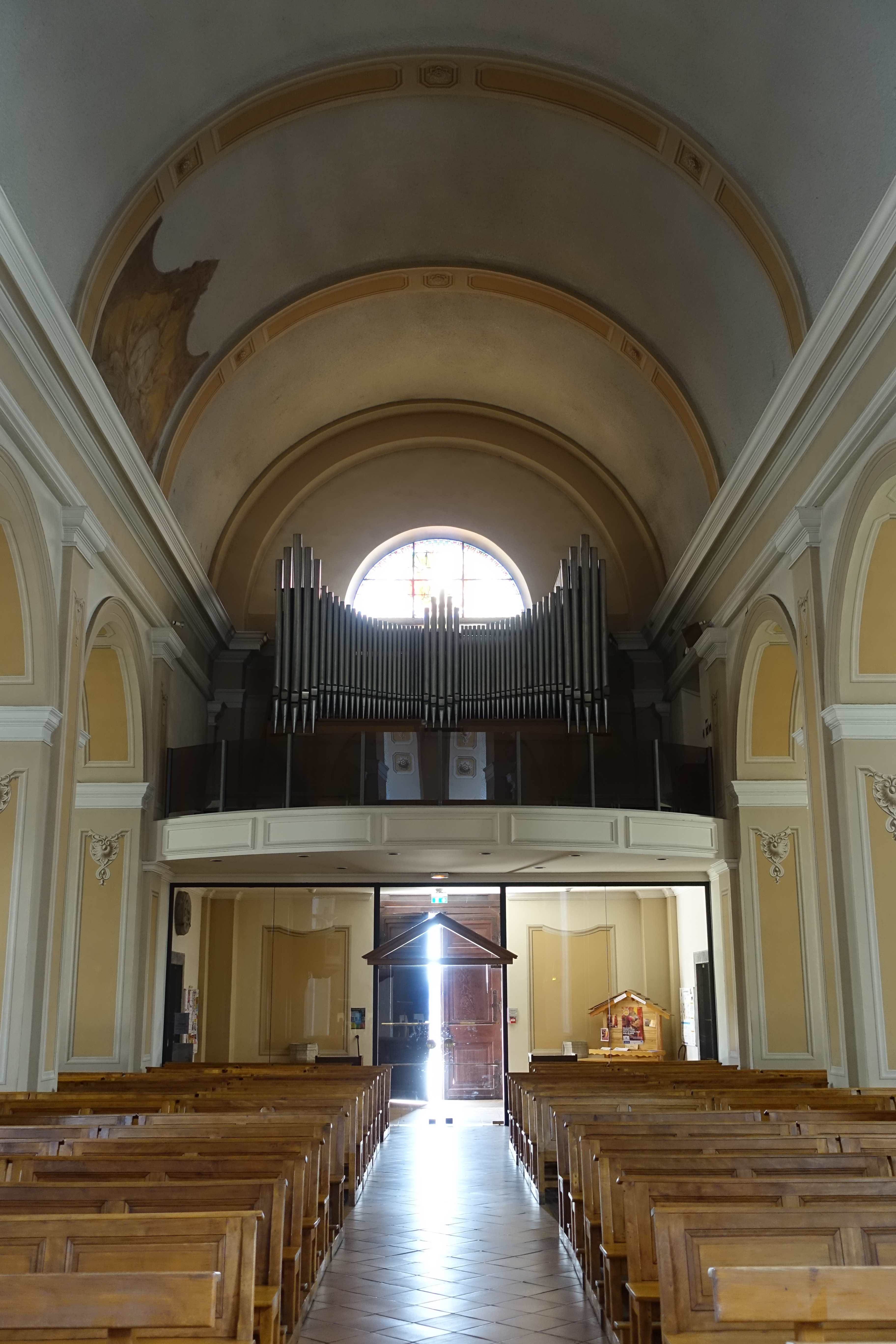
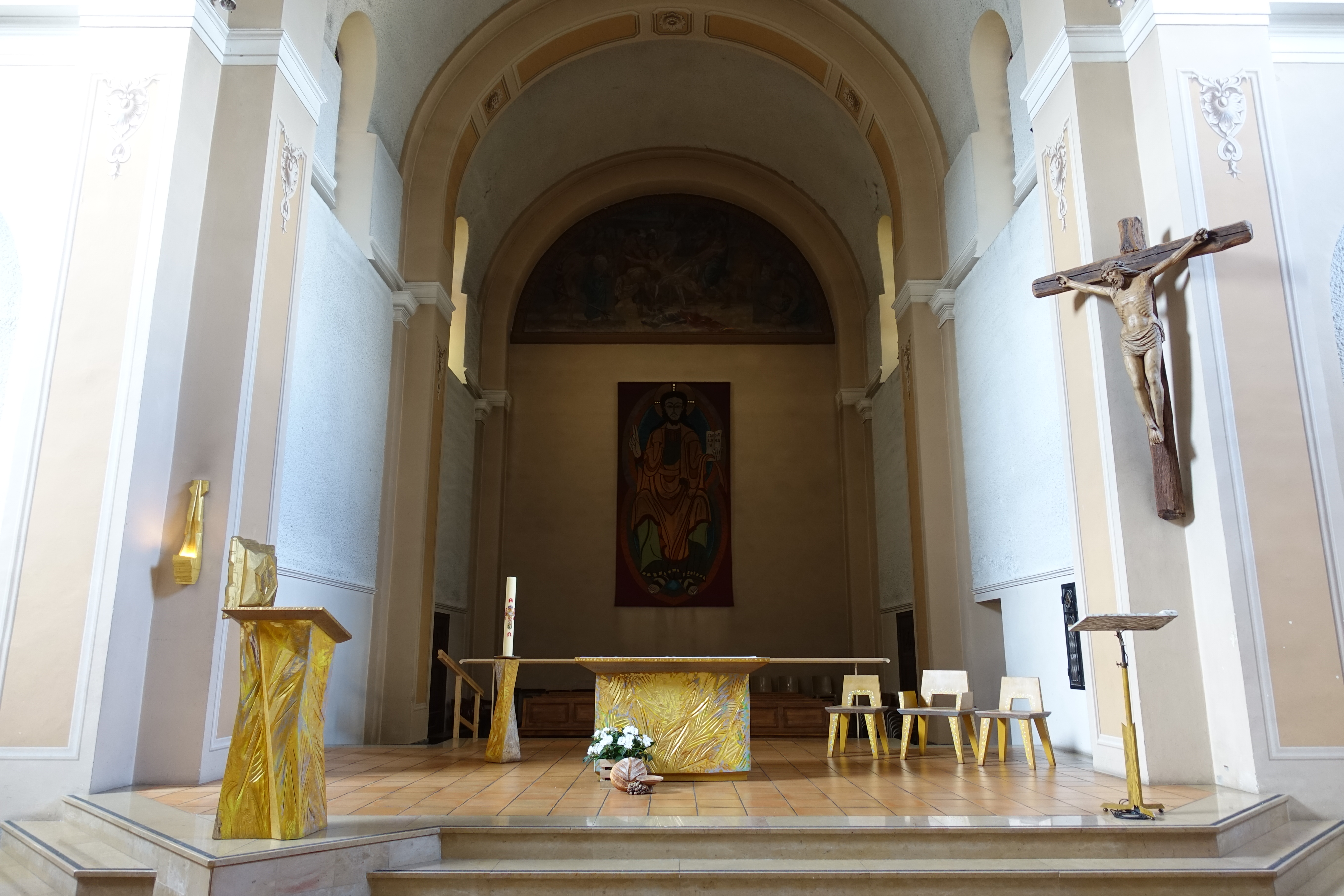
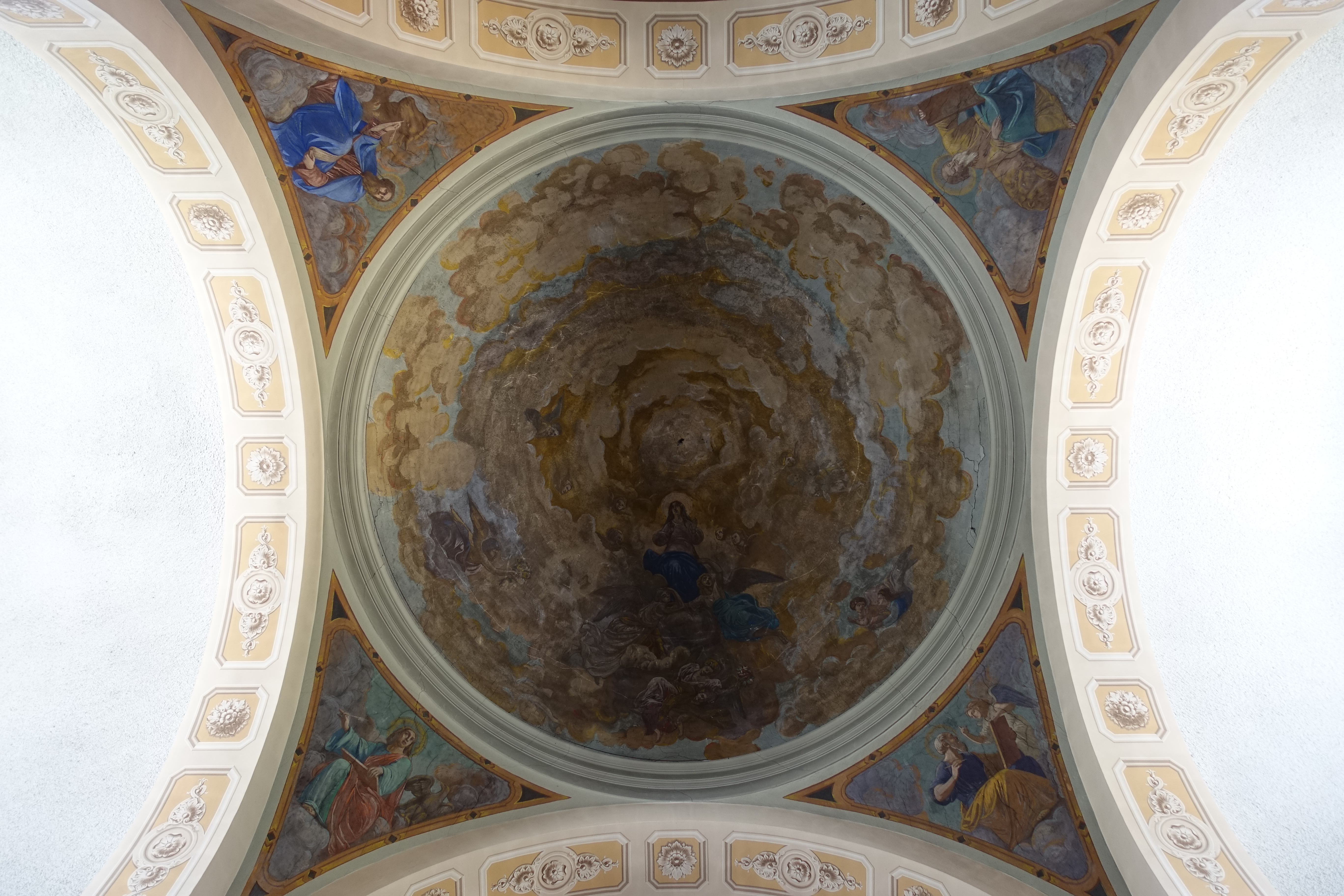
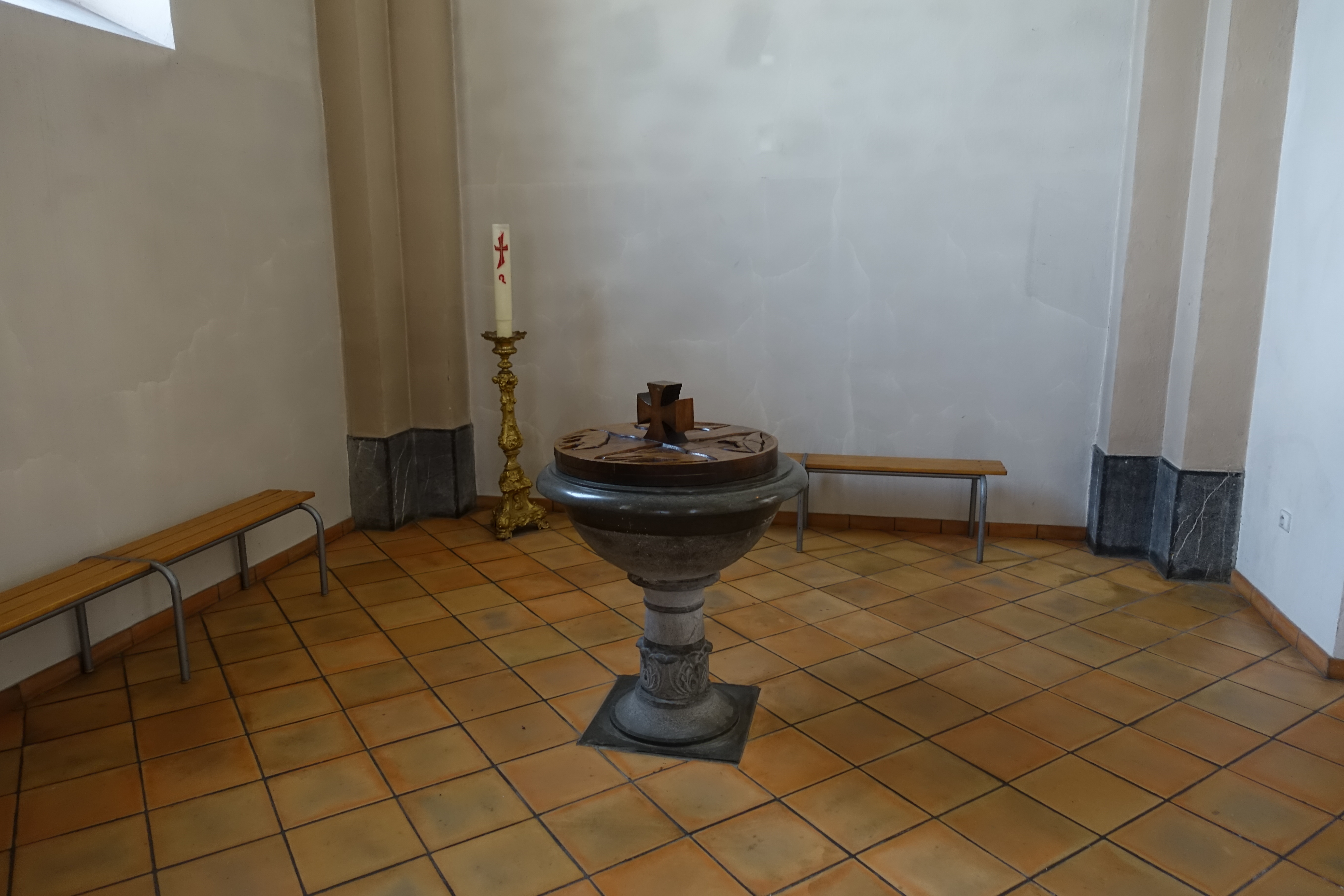
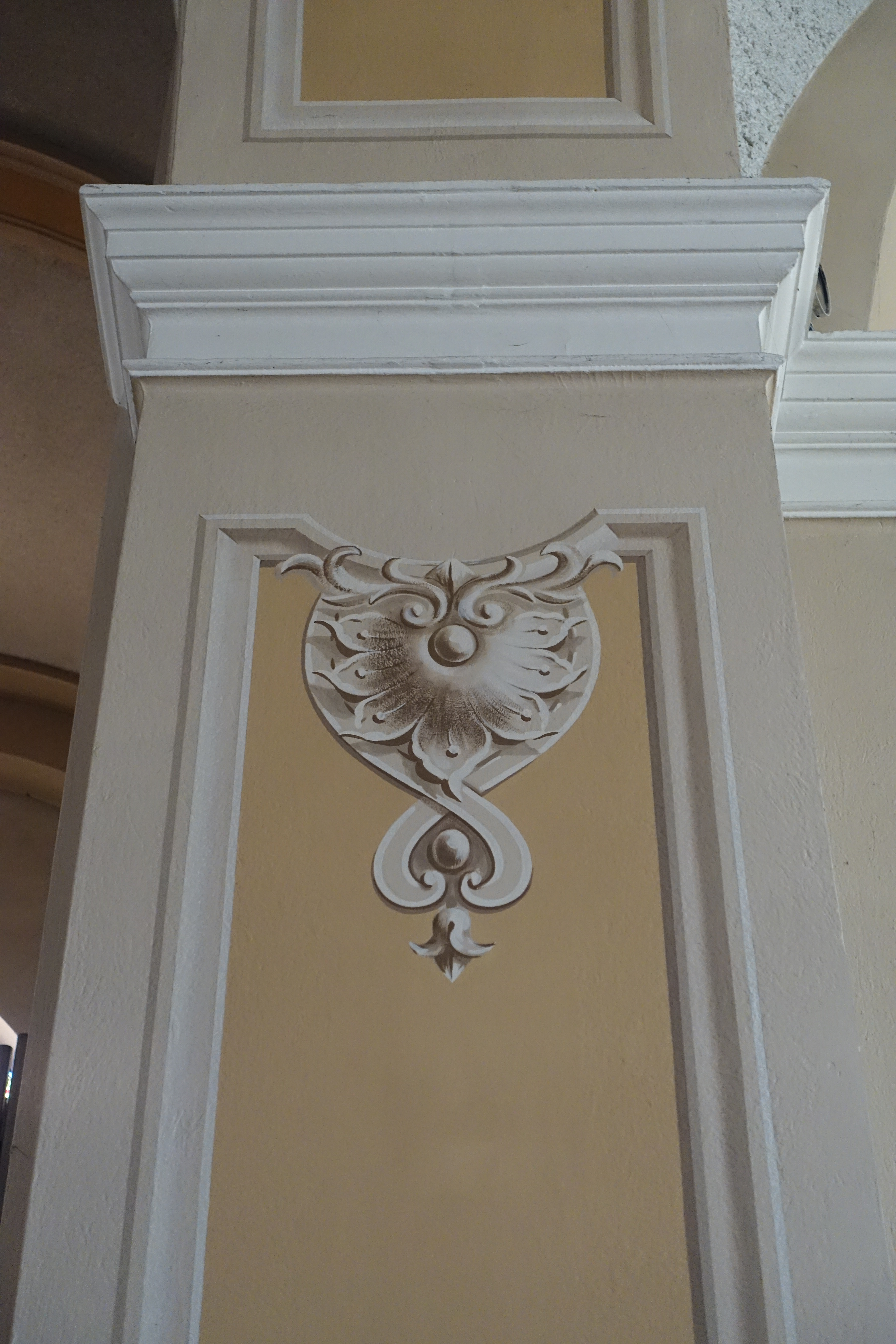

## Voir aussi
- Oursel, Raymond. La Fontaine de Siloé , 编.  1. 2008. ISBN 978-2-8420-6350-4 （法语）.
- Oursel, Raymond; Lemaître, Pascal. La Fontaine de Siloé , 编.  2. 2008. ISBN 978-2-84206-350-4 （法语）.